# Nová Ves
Nová Ves és un poble i municipi d'Eslovàquia. Es troba a la regió de Banská Bystrica.

## Història
La primera menció escrita de la vila es remunta al 1473.

## Demografia
| Godina             | 1994 | 2004   | 2014    | 2024    |
| ------------------ | ---- | ------ | ------- | ------- |
| Nombre de persones | 354  | 366    | 412     | 466     |
| Diferència         |      | +3,38% | +12,56% | +13,10% |

| Godina             | 2023 | 2024   |
| ------------------ | ---- | ------ |
| Nombre de persones | 441  | 466    |
| Diferència         |      | +5,66% |